# Boeing Model 1
Il Boeing 1 o Boeing B & W è stato un idrovolante biplano a motore singolo, famoso perché considerato il primo prodotto in assoluto della Boeing, realizzato nel 1916. La sua fusoliera riportava le iniziali dei suoi due progettisti, William Boeing ed il lt. George Conrad Westervelt della US Navy.

## Storia e sviluppo
L'aeromobile fu progettato da William Boeing e dal luogotenente della US Navy George Conrad Westervelt e prodotto presso dei cantieri navali sul lago Union, nello stato di Washington.
Il primo esemplare del B & W fu terminato nell'estate del 1916. Il suo progetto si basava su quello di un Glenn L. Martin da addestramento, ma si rivelò superiore adesso nella potenza del suo motore in linea a sei cilindri Hall-Scott A-5 ovvero 93 kw e nei galleggianti.
Sostenuto da due ali rettilinee, era costruito soprattutto in legno ed era dotato di un motore con una potenza di 93 kW, superiore a quella del Martin. La piccola fusoliera ospitava due posti a sedere per i piloti.
Il primo, soprannominato Bluebird, decollò per la prima volta il 29 giugno 1916, mentre il secondo, denominato Mallard, si staccò dal suolo il 29 novembre dello stesso anno.

## Operatività
I due B & W furono offerti alla US Navy, che però decise infine di non acquistarli. Furono poi ceduti alla Scuola di Volo neozelandese e in seguito utilizzati come aerei postali a partire dal 1919.
William Boeing decise di fondare una compagnia per la costruzione di aeromobili e nacque così la Pacific Aero Products Company, mentre la Boeing Airplane Company nascerà nel 1917.